# 두목 (범죄)
두목(頭目)은 범죄 조직의 우두머리이다.

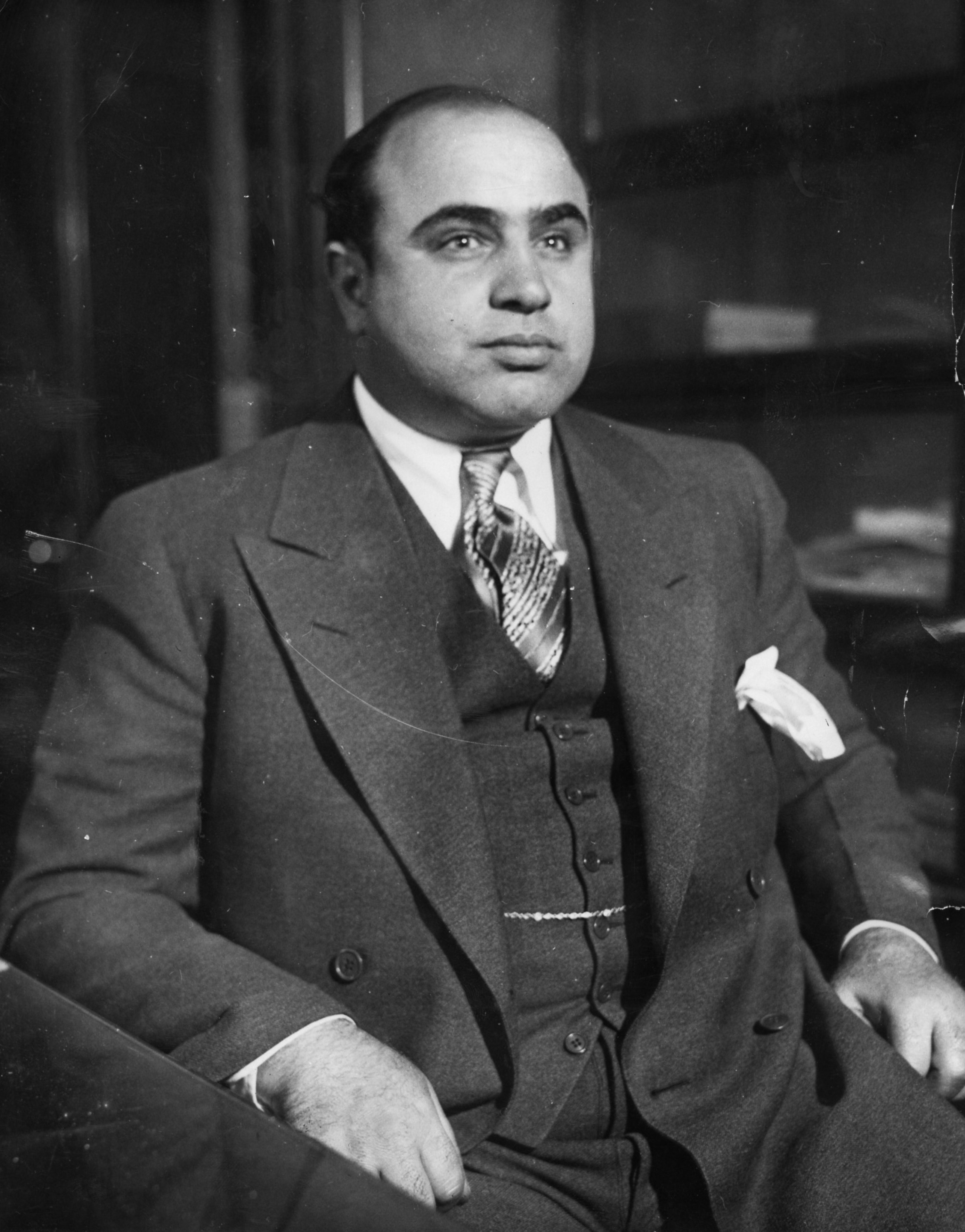
미국의 금주법 시대의 두목인 알 카포네

범죄 조직의 두목은 조직의 다른 구성원에 대한 절대적인 통제권을 가지고 있으며 조직이 관여하는 범죄 활동에서 영향력을 행사하고 이익을 얻기 위해 목숨을 바칠 수 있는 의지가 있다.